# Conciliul Vatican II

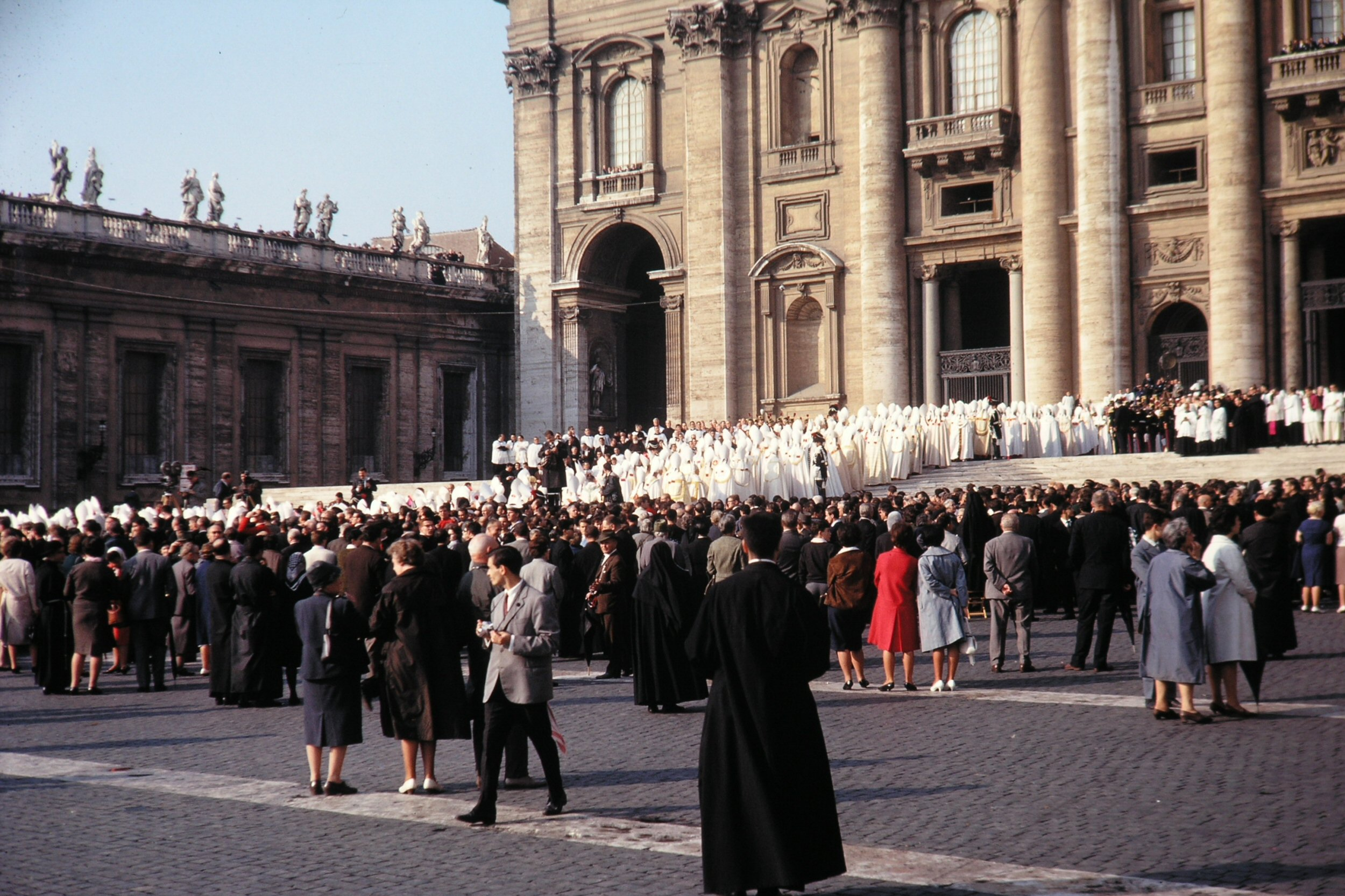
Procesiune cu episcopii participanți la conciliu, pe esplanada din fața Catedralei Sfântul Petru

Conciliul Vatican II (în latină Concilium Vaticanum secundum) a fost al XXI-lea conciliu ecumenic din istoria Bisericii, recunoscut ca atare doar de Biserica Catolică. A fost deschis de papa Ioan al XXIII-lea la 11 octombrie 1962 și închis în timpul pontificatului papei Paul al VI-lea la 8 decembrie 1965. Conciliul Vatican II a abordat relațiile dintre Biserică și lumea modernă la un secol după Conciliul Vatican I, care s-a aflat pe poziții antagoniste față de modernitate.

## Istoric

### Anunțul convocării
Anunțul convocării conciliului a fost făcut de papa Ioan al XXIII-lea în ziua de 25 ianuarie 1959, de sărbătoarea Convertirii Sfântului Apostol Pavel, după încheierea săptămânii de rugăciune pentru unitatea creștinilor la Bazilica "Sfântul Paul din afara Zidurilor".

### Deschiderea lucrărilor
Conciliul a fost deschis de papa Ioan al XXIII-lea la 11 octombrie 1962, prin cuvântarea Gaudet Mater Ecclesia („Se bucură Maica Biserică").

## Documente adoptate de Al II-lea Conciliu al Vaticanului

### Constituții
- Dei Verbum ("Despre revelația divină")
- Lumen Gentium ("Despre Biserică")
- Gaudium et Spes ("Despre Biserică în relația ei cu lumea")
- Sacrosanctum Concilium ("Despre sfânta liturghie")

### Decrete
- Ad Gentes ("Despre activitatea misionarilor")
- Apostolicam Actuositatem
- Christus Dominus ("Arhiepiscopi în biserică")
- Inter Mirifica ("Despre comunicațiile sociale")
- Optatam Totius
- Orientalium Ecclesiarum ("Bisericile orientale")
- Perfectæ Caritatis
- Presbyterorum Ordinis
- Unitatis Redintegratio ("Ecumenism")

### Declarații
- Dignitatis Humanae ("Libertatea religioasă")
- Gravissimum Educationis ("Învățăturile bisericii")
- Nostra Ætate ("Relațiile cu celelalte religii")

## Neparticiparea Bisericii Ortodoxe Române
În anul 1967 patriarhul Justinian Marina a explicat motivele principale ale refuzului Bisericii Ortodoxe Române de a trimite observatori la Conciliul Vatican al II-lea, anume „organizarea de expoziții defăimătoare la adresa Bisericii și statului român” și „hirotonirea unui cleric fugar din țară, Vasile Cristea, ca episcop unit...”. Expoziția respectivă, intitulată „Biserica martiră”, a fost organizată de preotul iezuit Chianella cu ocazia conciliului, fiind dedicată suferințelor îndurate de Biserica din Europa răsăriteană. Aceeași manifestare a fost calificată de autoritățile comuniste drept „activitate dușmănoasă” a Vaticanului, o probă că Roma papală nu renunțase cu adevărat la „propaganda calomnioasă” nici măcar atunci când îmbrățișase ecumenismul.
La lucrările conciliului a participat teologul ortodox român Andrei Scrima, însă ca reprezentant al Patriarhiei de Constantinopol.

## Varia
Dintre teologii care au luat parte la sesiunea de deschidere a conciliului, patru au devenit pontifi: cardinalul Giovanni Battista Montini, care l-a urmat pe papa Ioan al XXIII-lea luând numele de Paul al VI-lea; episcopul Albino Luciani, papă timp de 33 de zile în anul 1978 (papa Ioan Paul I); episcopul Karol Wojtyla, care a devenit papa Ioan Paul al II-lea și preotul Joseph Ratzinger, prezent drept consultant teologic, care a devenit papa Benedict al XVI-lea.